# عشرة سنت (عملة نيوزيلندا)
عملة نيوزيلندا فئة عشرة سنت هي العملة الأقل قيمة من بين عملات الدولار النيوزيلندي. قدمت عملة العشرة سنتات عند تقديم الدولار النيوزيلندي في 10 يوليو 1967 لتحل محل عملة الشلن النيوزيلندي. في عام 2006 قلص حجمها كجزء من مراجعة عملات نيوزيلندا والتي شهدت أيضًا تحول سبائكها إلى فولاذ مطلي بالنحاس.

## التصميم

### من 1967 إلى 2006
في 10 يوليو 1967 قامت نيوزيلندا بإلغاء نظام عملتها واستبدلت الجنيه الإسترليني بالدولار بمعدل جنيه إسترليني واحد مقابل دولارين وشلن واحد مقابل عشرة سنتات. وطرحت عملة العشرة سنت لتحل محل عملة الشلن الواحد بوجه مباشر.
كانت العملة مصنوعة من النحاس والنيكل و23.62 ملليمترات في القطر ووزنها 5.66 غرام. وكانت تتضمن عبارة "شلن واحد" للسنوات 1967 و1968 و1969 وقد أسقطت هذه العبارة في عام 1970.

#### تصاميم الوجه
- 1967–1985: لَوحَة أرنولد ماشين للملكة إليزابيث الثانية
- 1986–1998: لَوحَة رافائيل ماكلوف للملكة إليزابيث الثانية
- 1999–2005: لَوحَة إيان رانك-برودلي للملكة إليزابيث الثانية

### من عام 2006 فصاعدًا
في 31 يوليو 2006 أصدرت العملة المعدنية الجديدة بقيمة 10 سنتات إلى جانب العملات المعدنية الجديدة بقيمة 20 سنت و50 سنت كجزء من استبدال العملة الفضية "التغيير للأفضل" التي أطلقها بنك الاحتياطي الفيدرالي. والعملة المعدنية الجديدة بقيمة 10 سنت لها نفس الوجه الخلفي للعملات المعدنية التي سكت من عام 1967 إلى عام 2006 ونفس الوجه الأمامي للعملات المعدنية التي سكت من عام 1999 فصاعدًا ولكن مع تقليص حجم العملات المعدنية. والعملات الجديدة بقيمة 10 سنتات مصنوعة من الفولاذ ومطلية بالنحاس. كما أن قياسات العملات الجديدة هي 20.5 ملليمتر في القطر و 3.30 جرام في الوزن. ولديهم حواف غير مسكوكة آلياً. ويبدو أيضًا أن العملة الجديدة قد اكتسبت ميزة جديدة محتملة تقع بين لسان التيكي: حرفان صغيران جيه على الجانب الأيسر وبي على اليمين محفوران على العملة.
ألغي تداول العملات القديمة من فئة الـ10 سنتات في الأول من نوفمبر 2006 وأصبح من الممكن استبدالها بالعملة القانونية الحالية في البنوك التجارية لفترة محدودة. أصدر ما مجموعه 260,210,000 قطعة نقدية قديمة بقيمة 10 سنت بقيمة إجمالية بلغت 26,021,000.00 دولار.
من عام 2006 إلى عام 2024 سكت 381,190,000 عملة معدنية بقيمة 10 سنت بقيمة إجمالية قدرها 38,190,000.00 دولار أمريكي.
بعد وفاة الملكة إليزابيث الثانية في سبتمبر 2022 أعلن بنك الاحتياطي أنه سوف يستنفد مخزوناته الحالية من العملات المعدنية قبل طرح عملات معدنية جديدة تحمل صورة الملك تشارلز الثالث. وفي مارس 2024 أكد بنك الاحتياطي أنه ستسك عملات معدنية جديدة بقيمة 10 سنت تحمل صورة الملك تشارلز الثالث حوالي عام 2025 وسيقومون بإصدارها بعد عامين. أما في عام 2024 فقد سكت أول 22,200,000 عملة معدنية بقيمة 10 سنت للملك تشارلز الثالث ومن المتوقع إصدارها حوالي عام 2026.

## أرقام سك العملة

### 2006 فصاعداً
| السنة   | سك النقود   |
| ------- | ----------- |
| 2006    | 140,200,000 |
| 2007    | 15,000,000  |
| 2009    | 30,000,000  |
| 2011    | 20,400,000  |
| 2012    | 20,400,000  |
| 2013    | 27,000,000  |
| 2014    | 17,000,000  |
| 2015    | 21,600,000  |
| 2016    | 11,100,000  |
| 2019    | 37,800,000  |
| 2020    | 19,200,000  |
| 2024    | 22,200,000  |
| المجموع | 381,900,000 |

القيمة الإجمالية: 38,190,000 دولار.